# 皮恩達莫 (考卡省)
皮恩達莫是哥倫比亞的城鎮，位於該國西南部，由考卡省負責管轄，距離首府波帕揚25公里，始建於1563年，面積197平方公里，海拔高度1,685米，2005年人口35,804。
2°39′N 76°59′W / 2.650°N 76.983°W